# Reprezentacja Wybrzeża Kości Słoniowej w koszykówce mężczyzn
Reprezentacja Wybrzeża Kości Słoniowej w koszykówce mężczyzn – drużyna, która reprezentuje Wybrzeże Kości Słoniowej w koszykówce mężczyzn. Członek FIBA od 1961.

## Udział w międzynarodowych turniejach

### Igrzyska olimpijskie
Reprezentacja Wybrzeża Kości Słoniowej nigdy nie zakwalifikowała się do turnieju olimpijskiego.

### Mistrzostwa świata
| Udział w Mistrzostwach świata | Udział w Mistrzostwach świata | Udział w Mistrzostwach świata | Udział w Mistrzostwach świata | Udział w Mistrzostwach świata | Udział w Mistrzostwach świata |
| Rok                           | Runda                         | Miejsce                       | M                             | W                             | P                             |
| ----------------------------- | ----------------------------- | ----------------------------- | ----------------------------- | ----------------------------- | ----------------------------- |
| 1950-1978                     | Nie zakwalifikowała się       | Nie zakwalifikowała się       | Nie zakwalifikowała się       | Nie zakwalifikowała się       | Nie zakwalifikowała się       |
| 1982                          | Faza grupowa                  | 13/13                         | 7                             | 0                             | 7                             |
| 1986                          | Faza grupowa                  | 23/24                         | 5                             | 0                             | 5                             |
| 1990-2006                     | Nie zakwalifikowała się       | Nie zakwalifikowała się       | Nie zakwalifikowała się       | Nie zakwalifikowała się       | Nie zakwalifikowała się       |
| 2010                          | Faza grupowa                  | 21/24                         | 5                             | 1                             | 4                             |
| 2014                          | Nie zakwalifikowała się       | Nie zakwalifikowała się       | Nie zakwalifikowała się       | Nie zakwalifikowała się       | Nie zakwalifikowała się       |
| 2019                          | Faza grupowa                  | 29/32                         | 5                             | 0                             | 5                             |